# Roblox
Roblox é uma plataforma de jogos online e um sistema de criação de jogos desenvolvido pela Roblox Corporation que permite aos usuários programar e jogar jogos criados por eles próprios ou por outros usuários. Foi criado por David Baszucki e Erik Cassel em 2004 e lançado ao público em 2006. Em fevereiro de 2025, a plataforma registrava uma média de 85.3 milhões de usuários ativos diários. Segundo a empresa, sua base mensal de jogadores inclui metade de todas as crianças norte-americanas com menos de 16 anos.
A plataforma hospeda milhões de jogos criados por usuários (oficialmente chamados de "experiências"), todos criados usando um dialeto da linguagem de programação Lua e o mecanismo de jogo da plataforma, Roblox Studio. Embora o Roblox seja gratuito, ele oferece compras no jogo feitas por meio de sua moeda virtual, conhecida como Robux, e os desenvolvedores de jogos na plataforma podem criar itens que custam Robux. Além disso, a plataforma hospeda uma grande economia virtual centrada nesses itens e Robux. Usando o programa "Developer Exchange" da plataforma, os criadores podem trocar os Robux ganhos por moeda real. A plataforma também tem sido usada para hospedar eventos e concertos virtuais, bem como advergames.
Embora o Roblox tenha começado pequeno — tanto em base de jogadores quanto como empresa — ele começou a crescer rapidamente na segunda metade da década de 2010. Esse crescimento foi ainda mais acelerado pela pandemia de COVID-19. Em 2020, mais de 5.000 jogos no Roblox foram jogados mais de um milhão de vezes, e mais de 20 jogos foram jogados mais de um bilhão de vezes. Embora as avaliações da crítica sobre o Roblox tenham sido positivas, a plataforma tem enfrentado duras críticas por sua moderação de conteúdo, o que, por sua vez, levou a uma grande quantidade de material sexual ou politicamente extremista na plataforma. A plataforma também foi criticada por suas supostas práticas de exploração de crianças e microtransações. A plataforma foi restringida ou completamente bloqueada em vários países, incluindo China, Turquia e Jordânia.

## História e desenvolvimento
A Roblox foi criado pelo fundador e co-fundador David Baszucki e Erik Cassel em 2004. "Roblox" (junção das palavras robots e blocks, "robôs" e "blocos" em inglês, respectivamente) foi lançado em versão beta no ano de 2004 com o nome de "Dynablocks.beta". O site foi lançado oficialmente para o público em 1 de outubro de 2006.

### História inicial (2006-2009)
No início de 2006, a moeda interna do jogo era denominada como Roblox Points, que mais tarde seria substituída pelo atual Robux. Durante o período de 2006 e 2007, a Roblox recebeu funcionalidades que incluíram um sistema de mensagens, um sistema de pesquisa e um sistema de personalização de personagem. Já os emblemas foram introduzidos pela primeira vez em dezembro de 2006. Em março de 2007, a Roblox tornou-se compatível com a legislação da COPPA (Children's Online Privacy Protection Act), legislação estadunidense que visa a proteção de crianças no ambiente online, com a adição de um bate-papo seguro, que limita os usuários menores de treze anos a comunicação através da seleção de mensagens predefinidas a partir de um menu. Em agosto de 2007, foi acrescentado o Builders Club (hoje como Roblox Premium), um serviço premium, além de melhorias no servidor.

### Recursos exclusivos e recursos do jogo (2010-2012)
Em 2011, mais de 5,4 milhões de jogos já foram criados por usuários. A 1ª conferência da Roblox, com a denominação "Roblox Rally", foi realizada em 1 de agosto de 2011, no Exploratorium, em San Francisco, Califórnia. Posteriormente a conferência foi renomeada para "Roblox Game Conference" ("Conferência de Jogo do Roblox"), sendo mais tarde novamente renomeada para "Bloxcon", em 2013, que foi realizada em várias cidades. Em dezembro de 2011, a Roblox também realizou sua primeira "Hack Week", um evento anual em que os desenvolvedores da Roblox trabalham em ideias inovadoras de novos desenvolvimentos para apresentar à empresa.

### Ataque Hacker e Lançamento oficial para o sistema operacionaliOS
Em 1 de abril de 2012, a Roblox sofreu um ataque hacker, com invasores obtendo acesso às contas dos moderadores para fazê-los dizerem coisas gráficas e impróprias. Além disso, os hackers diminuíram drasticamente os preços de alguns produtos e mudaram seus nomes, ao mesmo tempo em que removeram ou adicionaram Robux aos usuários. A equipe da Roblox desativou o site após os ataques e os administradores conseguiram desfazer todas as alterações, revertendo todo o sistema de volta para um backup anterior. Este foi o ataque mais doloroso para a Roblox Corporation.
Em 11 de dezembro de 2012, Roblox foi oficialmente lançado para iOS.

### Principais fatos em ordem cronológica (2013-presente)

##### 2013
- O co-fundador do Roblox, Erik Cassel, faleceu na manhã de 11 de fevereiro de 2013 aos 45 anos, em sua casa, no Vale do Silício, Califórnia, após uma batalha de três anos contra o câncer.[33][34]
- O recurso de bate-papo seguro adicionado anteriormente foi removido e foi substituído por um sistema baseado em uma lista com um conjunto de palavras aceitáveis para usuários menores de 13 anos e outra para outros usuários. Este novo sistema permite que usuários com menos de 13 anos criem conteúdos no site, o que eles não podiam fazer anteriormente.[35]
- Em 1 de outubro de 2013, a Roblox lançou o Developer's Exchange, permitindo os usuários a trocarem seus Robux por dólares.[36] Os requisitos para utilizar o programa são um limite mínimo de 100.000 Robux, associação no Outrageous Builders Club e uma conta válida no Paypal.
- Em dezembro de 2013, um plugin de animação foi lançado. Os usuários também se tornaram capazes de inserir personagens básicos através da interface do .[37]

##### 2015
- Em 31 de maio de 2015, um recurso chamado "Smooth Terrain" foi adicionado, aumentando a fidelidade gráfica e mudando o motor de física de um estilo de bloco orientado para um estilo mais suave e mais realista.[38]
- Em 20 de novembro de 2015, Roblox foi lançado no Xbox One, com uma seleção inicial de 15 jogos escolhidos pela equipe do Roblox.[39][40] Os novos jogos criados para o console terão de passar por um processo de aprovação e estarão sujeitos aos padrões do Entertainment Software Rating Board, organização que analisa, decide e insere as classificações etárias indicativas para jogos eletrônicos comercializados na América do Norte.[41][42]

##### 2016
- Em 14 de abril de 2016, foi removida a moeda interna secundária, denominada de Tickets ou TIX.[43] Durante os trinta dias anteriores à sua remoção, foram lançados itens temporários no evento Tixapalooza que só podiam ser comprados com Tickets, tais como itens exclusivos e comemorativos. O sistema interno que convertia Tickets em Robux foi removido para coincidir com a remoção.[43]
- Em abril de 2016, a Roblox lançou sua versão de realidade virtual no Oculus Rift e no HTC Vive, o que pode ter atraído mais jogadores portugueses e brasileiros interessados em tecnologia. No momento do lançamento, mais de dez milhões de jogos estavam disponíveis em 3D.[6][44]
- Em abril de 2016, Roblox lançou sua versão de realidade virtual no Oculus Rift.
- Em junho de 2016, a empresa lançou uma versão compatível com o Windows 10. Enquanto os jogos tem uma presença de PC desde 2004 com a sua versão web, esta é a primeira vez que foi atualizado com um lançador autônomo desenvolvido para o Windows.[45] No mês seguinte, durante um episódio de The Next Level, Jack Hendrik anunciou que Roblox seria portado para o PlayStation 4.[46]
- No aniversário de dez anos do jogo, atingiu um marco de 30 milhões de usuários ativos mensais, quase 900.000 usuários simultâneos e mais de 300 milhões de horas de jogo. Seus principais criadores de jogos estavam ganhando até 50 mil dólares por mês.[14]
- Em 29 de novembro de 2016, a relação comercial era de 500 Robux para 1 USD (dólar).[47][48] Em setembro de 2016, a Roblox anunciou que já tinha pagado aproximadamente 7 milhões de dólares aos colaboradores da comunidade.[49]

##### 2017
- Em 2 de outubro de 2017, o Guest Login (jogar como convidado, sem uma conta) foi removido do jogo na versão para PC, mas ainda era possível jogar nos sistemas operacionais Android e iOS.

##### 2018
- Em 18 de julho de 2018, a empresa identificou um problema no sistema que permitia o uso de comportamento impróprio por hacker que adicionou código em um dos jogos. A empresa tomou ação imediata contra as ações.[50]
- Em 24 de novembro de 2018, o Guest Login ou Jogar como Convidado foi totalmente removido de todas as plataformas restantes. O motivo foi pelo qual os hackers usavam o Guest Login para usar hack sem serem banidos.

##### 2019
- Em agosto de 2019, o Roblox atinge uma marca de 100 milhões de jogadores ativos mensais.[51][52]
- Em 23 de setembro de 2019, o Roblox substituiu o Builders Club para o Roblox Premium.[53]
- Em novembro de 2019, o Roblox substituiu a logo tão famosa do Robux antiga por uma mais moderna e atual.

##### 2020
- Roblox faz parceria com Microsoft Bing e Microsoft Corporation a qual distribuía Códigos de Resgate para Robux gratuitamente caso os jogadores fizessem tarefas simples no motor de pesquisa Bing e conseguissem acumular pontos suficientes para resgate do produto digital.[54]
- Roblox Corporation sofre represália de jogadores e desenvolvedores devido a falta de igualdade e hipocrisia da empresa ao não tomar providências sobre jogos dentro da plataforma que possuíam um alto teor de conteúdo adulto, como gore, violência e alguns outros conteúdos explícitos que são considerados "comuns" na sociedade mais madura e que não devia ser compartilhado com pessoas de menor idade (público menor de 13 anos).

##### 2021
- Em 2 de setembro de 2021 Roblox anuncia o "Spatial Voice", um recurso de Chat de Voz (VoIP) dentro das places para que os jogadores possam se comunicar de forma rápida e direta sem precisar utilizar o chat em jogos de FPS por exemplo, os quais requerem agilidade dos jogadores para uma boa gameplay. O recurso só foi realmente liberado para o público em geral no dia 21 de setembro de 2021 onde é apenas possível utilizar o Spatial Voice sendo maior de 13 anos de idade e apresentando para um serviço terceiro de identificação um cartão de identificação pessoal sua de seu país de origem valida, original e com foto. Mais uma vez, Roblox sofre represálias dos jogadores por ser uma adição inesperada e considerada até mesmo "impossível" segundos os jogadores para uma plataforma tão restritiva e censurada como o Roblox. Jogadores tiveram receio do que poderia acontecer após a adição definitiva do Spatial Voice, segundo eles, esse novo recurso abriria portas para pessoas com más intenções praticar crimes graves contra outros jogadores como scam, bullying, racismo, xenofobia e principalmente pedofilia envolvendo crianças.[55][56][57]
- Às 08:00 (GMT-3) do dia 28 de outubro de 2021 o Roblox sofre uma enorme falha em seus servidores deixando a plataforma totalmente inoperante no mundo todo por mais de 3 dias consecutivos durando até às 08:45 (GMT-3) do dia 31 de outubro de 2021 onde a plataforma finalmente retoma totalmente a operação no mundo todo. A causa da queda geral, segundo a empresa, foi devido a uma superlotação de pacotes nos servidores do Roblox, jogadores especulam que essa superlotação foi devido a um evento promovido entre a companhia de comida mexicana Chipotle e a Roblox Corporation dentro da plataforma ter sido um sucesso entre os jogadores, com muitos acessos.[58] Durante a queda; Jogadores que tentavam entrar no site, viam uma tela de fundo escuro com uma imagem em formato retangular que dentro havia um texto escrito: "We're making things more awesome. Be back soon." (Nós estamos fazendo as coisas ficarem mais incríveis. Volte já.).
- A parceria entre Roblox Corporation, Microsoft Bing e Microsoft Reward que oferece saldo em Robux em troca de pequenas missões no Motor de busca retorna e agora oferece também suporte para o Brasil.

## Jogabilidade
Nos jogos Roblox, os jogadores exploram mundos em 3D. Atividades no mundo do jogo incluem explorar, crafting (produção) de itens, recolha de recursos e combate. Alguns jogos mais famosos são: Work At a Pizza Place (Trabalhe Em uma Pizzaria), MeepCity, Mad City, Adopt Me!, Tower Heroes (Heróis da Torre), Jailbreak (Destruição), Piggy (Porquinha), Prison Life (Vida na Prisão), etc...
Os jogadores podem personalizar seus personagens virtuais com vários chapéus, faces customizadas, formas de cabeça, formas de corpo, roupas e artes. Os jogadores podem criar suas próprias vestimentas. No entanto, a venda de itens de roupas e itens de coleção criados por jogadores requerem uma assinatura premium no Builders Club(Atualmente o nome da Assinatura é Roblox Premium) mas os jogadores que não são premium ainda podem ainda criar t-shirts, que são decalques anexados à frente do tronco de um jogador. Os jogadores podem coletar e trocar itens, especialmente itens de colecionador de edição limitada.

### Interação social
Os jogadores podem adicionar outras pessoas que encontram nos jogos à sua lista de amigos. Desde 2011, essa ação somente é possível enquanto joga. Em 4 de fevereiro de 2015, foi introduzida uma nova atualização para substituir o sistema de amigos e melhores amigos, sendo agora denominado de "amigos e seguidores". Esta atualização permite um máximo de 200 amigos, com seguidores infinitos. Os jogadores também têm a opção de participar de grupos comunitários. Depois de se juntar, os jogadores podem então anunciar o seu grupo, participar em relações de grupo e definir o seu grupo principal. Atualmente, pode-se adicionar amigos através do botão "adicionar", que te leva à uma se(c)ção que lhe permite pesquisar o nome do jogador e enviar pedidos de amizade.

## Roblox Studio

O logotipo do Roblox Studio desde 2025

Roblox Studio é um programa que vem instalado juntamente com o cliente (Roblox Player), mas ambos são separados internamente um do outro. O Roblox Studio é usado para criar experiência, e o Roblox Player, para jogar as experiências. Os usuários usam o sistema incorporado do para construir lugares (places) com tijolos de cores e de formas variáveis. Os usuários também são capazes de usar plugins e ferramentas feitas por outros usuário para construir. Os usuários também têm a capacidade de percorrer a Biblioteca Roblox e encontrar modelos gratuitos e scripts. A Roblox também criou um sistema de "Criador de Modelo Oficial", onde os criadores de modelos talentosos são capazes de criar e tornar suas criações visíveis na primeira página da seção do modelo da Biblioteca Roblox.
Para criação de scripts em places (como por exemplo, um objeto alterar de coloração se o jogador colidir com algo) é usada a linguagem de programação brasileira Lua.

## Robux

Símbolo do Robux atualmente.

Robux é a moeda oficial dentro jogo com sua cotação própria. É possível comprar Robux via PayPal, cartão de crédito ou débito, Gift Cards do Roblox e boleto bancário, já para os jogadores Mobile em alguns dispositivos é possível comprar também com o saldo da Google Play Store ou Apple Store.
A possível troca da logo clássica do Robux foi além de modernizar a plataforma, também solucionar um problema que existia há anos no Roblox que afetava diretamente os jogadores comuns os quais confundiam as cotações monetárias "R$" da Moeda Robloxiana, o Robux, com a abreviação "R$" da Moeda Brasileira, o Real.[carece de fontes?]

## Prêmios e reconhecimento
- Uma das empresas privadas com crescimento mais rápido dos Estados Unidos (2016 e 2017).[70]
- Prêmio de excelência da Associação de Desenvolvimento Econômico do Condado de San Mateo (2017).[71]
- Prêmio San Francisco Business Times de Tecnologia e Inovação na categoria Gaming/e-Sports. (2017)[72]
- Um dos melhores locais de trabalho na área da baía, segundo a revista Fortune (2019).[73]